# باول هنري (صحفي)
باول هنري (بالإنجليزية: Paul Henry)‏ هو صحفي ومذيع أخبار نيوزلندي، ولد في 4 أغسطس 1960 في أوكلاند في نيوزيلندا.